# Sopot Open 2003 - Qualificazioni singolare maschile
Le qualificazioni del singolare maschile del Sopot Open 2003 sono state un torneo di tennis preliminare per accedere alla fase finale della manifestazione. I vincitori dell'ultimo turno sono entrati di diritto nel tabellone principale. In caso di ritiro di uno o più giocatori aventi diritto a questi sono subentrati i lucky loser, ossia i giocatori che hanno perso nell'ultimo turno ma che avevano una classifica più alta rispetto agli altri partecipanti che avevano comunque perso nel turno finale.
Le qualificazioni del torneo Sopot Open 2003 prevedevano 32 partecipanti di cui 4 sono entrati nel tabellone principale.

## Teste di serie
1. Bohdan Ulihrach (Qualificato)
2. Markus Hipfl (primo turno)
3. Sebastián Prieto (primo turno)
4. František Čermák (Qualificato)

1. Mattias Hellstrom (ultimo turno)
2. Marc-Kevin Goellner (Qualificato)
3. Alexander Flock (ultimo turno)
4. Solon Peppas (ultimo turno)

## Qualificati
1. Bohdan Ulihrach
2. Marc-Kevin Goellner

1. Filip Urban
2. František Čermák

## Tabellone

### Legenda
| - Q = Qualificato - WC = Wild card - LL = Lucky loser | - ALT = Alternate - SE = Special Exempt - PR = Protected Ranking | - w/o = Walkover - r = Ritirato - d = Squalificato |

### Sezione 1
|  | Primo turno  | Primo turno     | Primo turno     | Primo turno | Primo turno |  |  | Secondo turno | Secondo turno   | Secondo turno | Secondo turno | Secondo turno |   |   | Ultimo turno | Ultimo turno    | Ultimo turno    | Ultimo turno | Ultimo turno |  |
|  |              |                 |                 |             |             |  |  |               |                 |               |               |               |   |   |              |                 |                 |              |              |  |
|  | 1            | Bohdan Ulihrach | Bohdan Ulihrach | 7           | 6           |  |  |               |                 |               |               |               |   |   |              |                 |                 |              |              |  |
|  |              | Marcin Gołąb    | Marcin Gołąb    | 64          | 4           |  |  | 1             | Bohdan Ulihrach | 6             | 3             | 6             |   |   |              |                 |                 |              |              |  |
|  | Mehdi Tahiri | Mehdi Tahiri    | Mehdi Tahiri    | 6           | 6           |  |  |               | Mehdi Tahiri    | 4             | 6             | 1             |   |   |              |                 |                 |              |              |  |
|  | Nikos Rovas  | Nikos Rovas     | Nikos Rovas     | 3           | 4           |  |  |               |                 |               |               |               |   |   | 1            | Bohdan Ulihrach | Bohdan Ulihrach | 6            | 6            |  |
|  | Enzo Artoni  | Enzo Artoni     | Enzo Artoni     | 6           | 6           |  |  |               |                 | 8             | Solon Peppas  | Solon Peppas  | 4 | 4 |              |                 |                 |              |              |  |
|  | Pavel Lipka  | Pavel Lipka     | Pavel Lipka     | 1           | 1           |  |  |               | Enzo Artoni     | Enzo Artoni   | 2             | 1             |   |   |              |                 |                 |              |              |  |
|  | 8            | Solon Peppas    | Solon Peppas    | 6           | 6           |  |  | 8             | Solon Peppas    | Solon Peppas  | 6             | 6             |   |   |              |                 |                 |              |              |  |
|  |              | Lukaz Pelowski  | Lukaz Pelowski  | 1           | 0           |  |  |               |                 |               |               |               |   |   |              |                 |                 |              |              |  |

### Sezione 2
|  | Primo turno       | Primo turno         | Primo turno         | Primo turno   | Primo turno |  |  | Secondo turno | Secondo turno       | Secondo turno | Secondo turno       | Secondo turno |   |   | Ultimo turno | Ultimo turno | Ultimo turno | Ultimo turno | Ultimo turno |  |
|  |                   |                     |                     |               |             |  |  |               |                     |               |                     |               |   |   |              |              |              |              |              |  |
|  |                   | Gabriel Trifu       | Gabriel Trifu       | Gabriel Trifu | 5           |  |  |               |                     |               |                     |               |   |   |              |              |              |              |              |  |
|  | 2                 | Markus Hipfl        | Markus Hipfl        | Markus Hipfl  | 2r          |  |  | Gabriel Trifu | Gabriel Trifu       | Gabriel Trifu | 4                   | 1             |   |   |              |              |              |              |              |  |
|  | Adam Chadaj       | Adam Chadaj         | Adam Chadaj         | 6             | 6           |  |  | Adam Chadaj   | Adam Chadaj         | Adam Chadaj   | 6                   | 6             |   |   |              |              |              |              |              |  |
|  | Andrzej Grusiecki | Andrzej Grusiecki   | Andrzej Grusiecki   | 3             | 4           |  |  |               |                     |               |                     |               |   |   |              | Adam Chadaj  | 3            | 6            | 3            |  |
|  | Lukasz Wodnicki   | Lukasz Wodnicki     | 6                   | 2             | 7           |  |  |               |                     | 6             | Marc-Kevin Goellner | 6             | 3 | 6 |              |              |              |              |              |  |
|  | Dawid Olejniczak  | Dawid Olejniczak    | 4                   | 6             | 5           |  |  |               | Lukasz Wodnicki     | 6             | 4                   | 2             |   |   |              |              |              |              |              |  |
|  | 6                 | Marc-Kevin Goellner | Marc-Kevin Goellner | 6             | 6           |  |  | 6             | Marc-Kevin Goellner | 3             | 6                   | 6             |   |   |              |              |              |              |              |  |
|  |                   | Michal Wlodarczyk   | Michal Wlodarczyk   | 1             | 0           |  |  |               |                     |               |                     |               |   |   |              |              |              |              |              |  |

### Sezione 3
|  | Primo turno           | Primo turno           | Primo turno           | Primo turno | Primo turno |  |  | Secondo turno   | Secondo turno     | Secondo turno     | Secondo turno     | Secondo turno     |    |   | Ultimo turno | Ultimo turno | Ultimo turno | Ultimo turno | Ultimo turno |  |
|  |                       |                       |                       |             |             |  |  |                 |                   |                   |                   |                   |    |   |              |              |              |              |              |  |
|  |                       | Filip Urban           | Filip Urban           | 7           | 7           |  |  |                 |                   |                   |                   |                   |    |   |              |              |              |              |              |  |
|  | 3                     | Sebastián Prieto      | Sebastián Prieto      | 62          | 62          |  |  | Filip Urban     | Filip Urban       | 3                 | 6                 | 6                 |    |   |              |              |              |              |              |  |
|  | Michal Kostecki       | Michal Kostecki       | Michal Kostecki       | 6           | 7           |  |  | Michal Kostecki | Michal Kostecki   | 6                 | 3                 | 4                 |    |   |              |              |              |              |              |  |
|  | Przemyslaw Lesniewski | Przemyslaw Lesniewski | Przemyslaw Lesniewski | 4           | 6           |  |  |                 |                   |                   |                   |                   |    |   |              | Filip Urban  | Filip Urban  | 7            | 6            |  |
|  | Tomasz Borucki        | Tomasz Borucki        | 5                     | 7           | 6           |  |  |                 |                   | 5                 | Mattias Hellstrom | Mattias Hellstrom | 63 | 0 |              |              |              |              |              |  |
|  | Michał Przysiężny     | Michał Przysiężny     | 7                     | 62          | 4           |  |  |                 | Tomasz Borucki    | Tomasz Borucki    | 0                 | 3                 |    |   |              |              |              |              |              |  |
|  | 5                     | Mattias Hellstrom     | Mattias Hellstrom     | 6           | 6           |  |  | 5               | Mattias Hellstrom | Mattias Hellstrom | 6                 | 6                 |    |   |              |              |              |              |              |  |
|  |                       | Zygmunt Krainski      | Zygmunt Krainski      | 1           | 2           |  |  |                 |                   |                   |                   |                   |    |   |              |              |              |              |              |  |

### Sezione 4
|  | Primo turno      | Primo turno        | Primo turno        | Primo turno | Primo turno |  |  | Secondo turno | Secondo turno    | Secondo turno    | Secondo turno   | Secondo turno   |   |   | Ultimo turno | Ultimo turno     | Ultimo turno     | Ultimo turno | Ultimo turno |  |
|  |                  |                    |                    |             |             |  |  |               |                  |                  |                 |                 |   |   |              |                  |                  |              |              |  |
|  | 4                | František Čermák   | František Čermák   | 6           | 6           |  |  |               |                  |                  |                 |                 |   |   |              |                  |                  |              |              |  |
|  |                  | Michael Ryderstedt | Michael Ryderstedt | 2           | 2           |  |  | 4             | František Čermák | František Čermák | 6               | 6               |   |   |              |                  |                  |              |              |  |
|  | Leoš Friedl      | Leoš Friedl        | Leoš Friedl        | 6           | 7           |  |  |               | Leoš Friedl      | Leoš Friedl      | 2               | 4               |   |   |              |                  |                  |              |              |  |
|  | Krzysztof Kwinta | Krzysztof Kwinta   | Krzysztof Kwinta   | 3           | 5           |  |  |               |                  |                  |                 |                 |   |   | 4            | František Čermák | František Čermák | 6            | 6            |  |
|  | Dariusz Lipka    | Dariusz Lipka      | 6                  | 2           | 6           |  |  |               |                  | 7                | Alexander Flock | Alexander Flock | 2 | 2 |              |                  |                  |              |              |  |
|  | David Kuczer     | David Kuczer       | 4                  | 6           | 3           |  |  |               | Dariusz Lipka    | Dariusz Lipka    | 2               | 1               |   |   |              |                  |                  |              |              |  |
|  | 7                | Alexander Flock    | 1                  | 6           | 6           |  |  | 7             | Alexander Flock  | Alexander Flock  | 6               | 6               |   |   |              |                  |                  |              |              |  |
|  |                  | Kamil Lewandowicz  | 6                  | 2           | 3           |  |  |               |                  |                  |                 |                 |   |   |              |                  |                  |              |              |  |